# أنيت بنسون
أنيت بنسون (بالإنجليزية: Annette Benson) هي ممثلة بريطانية (وحملت سابقاً جنسية المملكة المتحدة لبريطانيا العظمى وأيرلندا)، ولدت في 1895 بلندن في المملكة المتحدة، وتوفيت في 1965 بسانتا كلارا في الولايات المتحدة.

## وصلات خارجية
- أنيت بنسون على موقع IMDb (الإنجليزية)
- أنيت بنسون على موقع قاعدة بيانات الفيلم (الإنجليزية)